# 宮城野通

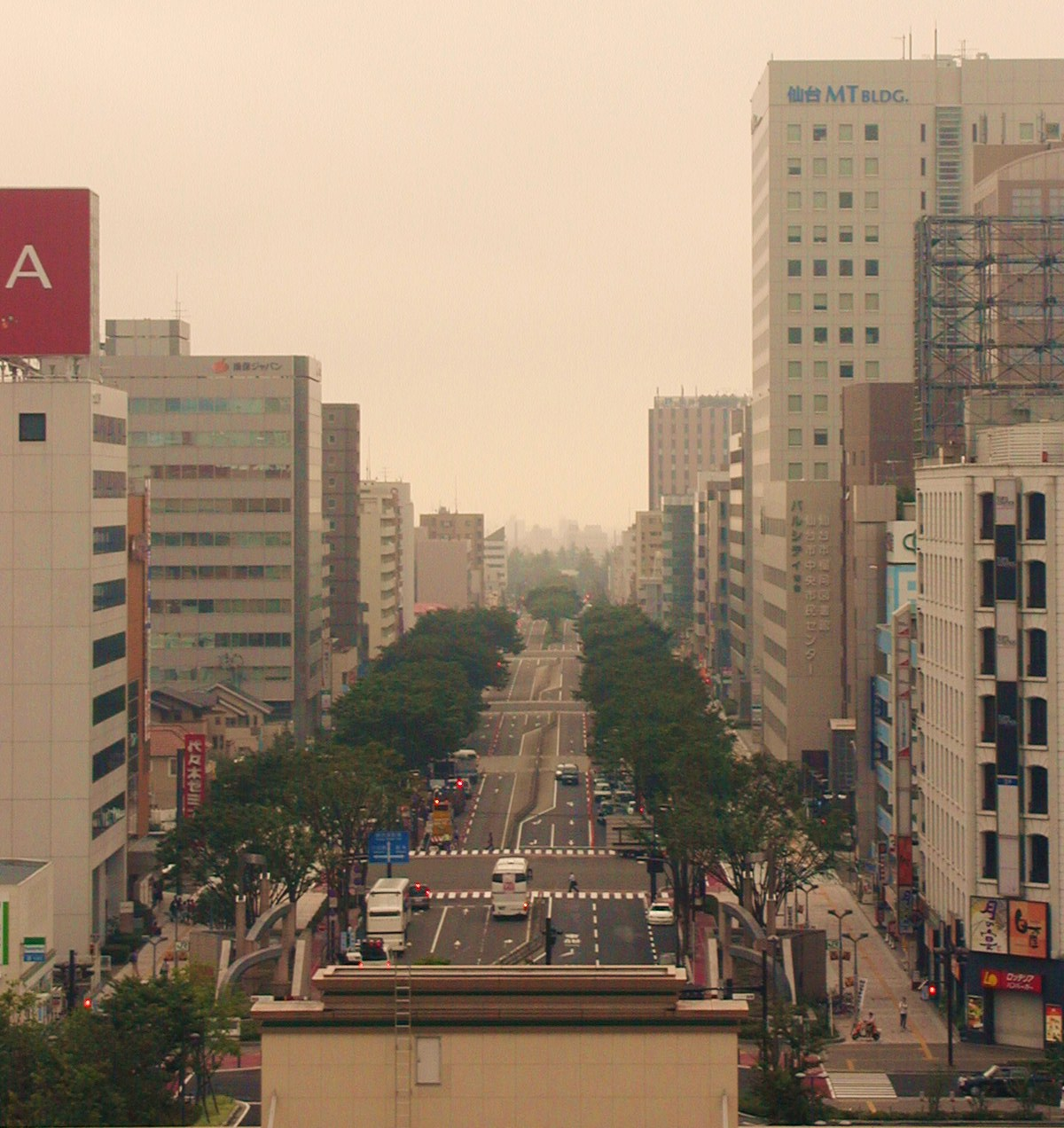
JR仙台駅屋上駐車場から東方に撮影した宮城野通（2009年7月）

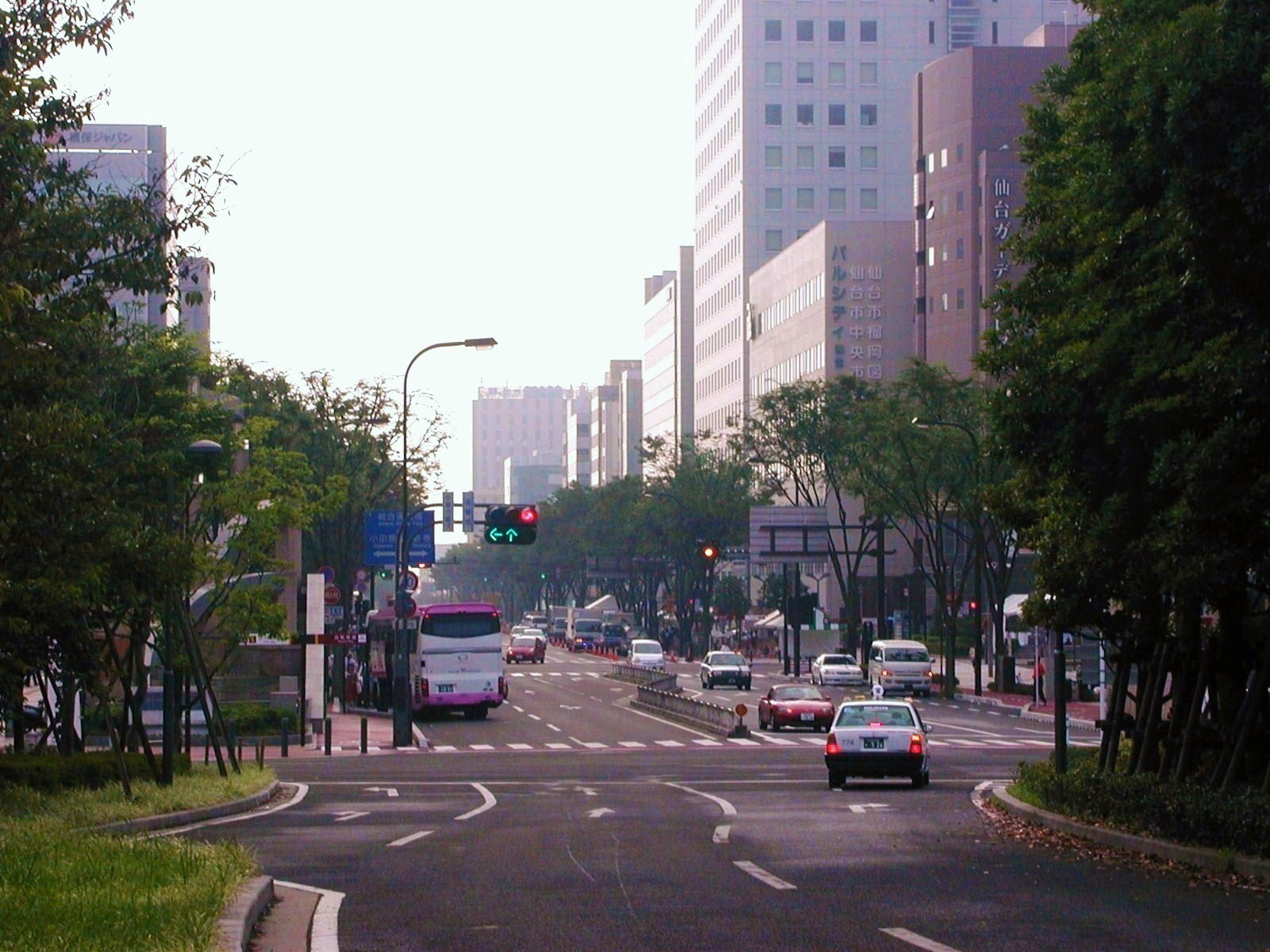
JR仙台駅東口駅前広場から東方に撮影した宮城野通（2009年7月26日。「夏まつり仙台すずめ踊り」開催日の朝）

宮城野通（みやぎのどおり）は、宮城県仙台市宮城野区の仙台駅東口駅前広場を起点とし、同区の宮城野原公園総合運動場前を終点とする仙台市道1878号・宮城野通線の愛称である。仙台市の愛称命名道路のうちの1つで、公募により1982年（昭和57年）に命名された。仙台駅東口から東に延びる東西メインストリートであり、全長1,557.4メートルのほぼ直線道路で、全線に渡って地下をJR東日本の仙石線が走っている。

## 概要
歩道には、東七番丁から東の区間に街路樹が整備され、東七番丁から東十番丁の区間には小さな水路や様々なストリートファニチュアが設けられている。これは、都市計画により宮城野通周辺地区が「宮城野モール」として公園のように整備されたことによる。
東十番丁の東にある榴ケ岡駅を過ぎると、宮城野原公園総合運動場まで下り坂になる。これは北西上がりの逆断層である長町 - 利府断層の断層崖であり、広瀬川の河岸段丘である北西側の断層上盤側から、沖積平野（仙台平野）である南東側に向かって下り坂を呈している。
宮城野通の東端周辺は、陸上自衛隊・霞目飛行場の制限表面による高さ規制があり、高層ビルが建てられない。
2015年（平成27年）12月6日開業した仙台市地下鉄東西線・宮城野通駅は、この宮城野通りの街路の下ではなく、榴岡二丁目交差点より100メートル南側の東八番丁通の地下にある。

## 沿革

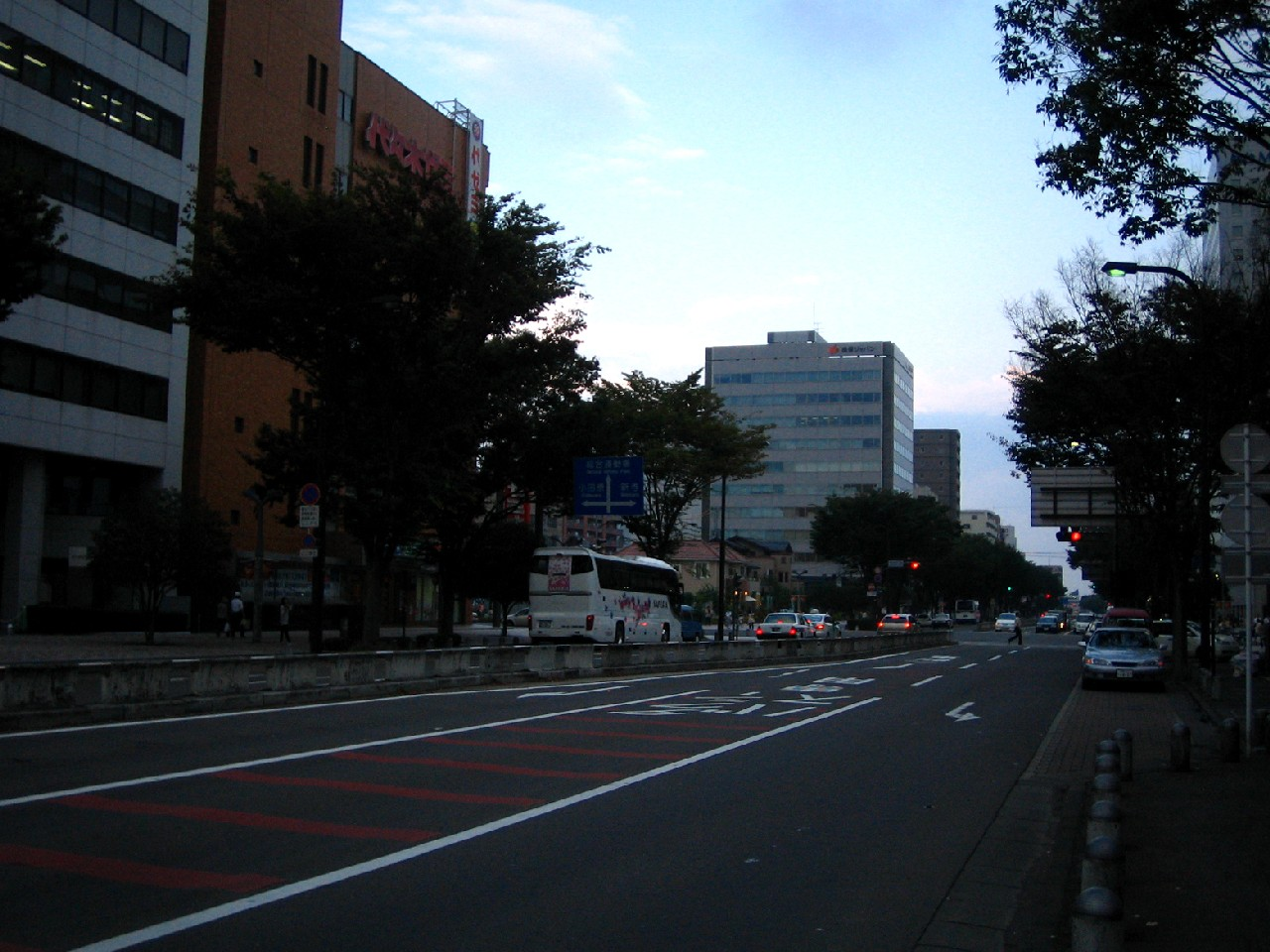
東八番丁との交差点付近の宮城野通の様子

1973年（昭和48年）8月に仙台駅東第一土地区画整理事業が開始される前に断続的に道はあったものの、ほぼ同事業により新設された道と言える。「仙台駅東口」と言えば仙石線の仙台駅（地上駅時代。以前の東七番丁駅）周辺を指していたが、1978年（昭和53年）3月18日に仙台駅構内に東西自由通路が開通すると、それと接続する都市計画道路3・2・9仙台駅宮城野原線（市道1878号）の始点が「仙台駅東口」の地位になった。
1982年（昭和57年）に市道1878号は「宮城野通」と名付けられる。1988年（昭和63年）2月6日に宮城野通周辺地区の都市計画が決定され、「宮城野モール」として公園のように整備が進められた。1990年（平成2年）に全線供用開始され、1991年（平成3年）4月に仙台駅東第一土地区画整理事業も完了。
1990年代末のITバブル期には沿道にIT関連のベンチャー企業のオフィスが集中し、市が率先して「ITアベニュー」の異名で呼ぶようになる。2000年（平成12年）3月11日には、宮城野通と並走していた仙石線が、連続立体交差事業により宮城野通の地下の仙台トンネルに移設開通した。2002年（平成14年）3月29日にオムニバスタウンの指定を受けた市が、仙台駅東口駅前広場の整備を行い2004年（平成16年）7月30日に完成。これで仙台駅東口のメインストリートとしての環境がほぼ整うと、「夏まつり・仙台すずめ踊り」がそれまでの会場だった西公園から宮城野通に会場を移して開催されるようになった。
同2004年（平成16年）秋にプロ野球再編問題が発生し、東北楽天ゴールデンイーグルスが新規参入して宮城球場を本拠地とすることになると、同球場へのアクセス道路としても機能するようになる（仙台駅東口から宮城球場まで約1.6km、徒歩20分）。イーグルスの新規参入当初は、宮城球場が命名権導入により「フルキャストスタジアム宮城」（略称：フルスタ宮城）と命名されたことから「フルスタ・イーグルス通り」とも呼ばれた。なお、2020年（令和2年）8月現在、宮城球場は「楽天生命パーク宮城」と命名されている。
2005年（平成17年）10月、宮城野通は『杜の都の風土を育む景観条例』（1995年（平成7年）制定）に基いて、「景観形成地区」および「広告物モデル地区」に指定された。このため、同条例の指定を受けている定禅寺通と同様、沿道ではビルの建設や広告の掲示などに様々な規制がなされるようになった。
2008年（平成20年）春、仙台駅東第二土地区画整理事業による整備区域となっていた、榴岡公園に南接する旧榴ケ岡駅（地上駅時代）および地下化前の仙石線の軌道敷の跡地整備が終了し、宮城野通は全区間4車線に拡張された。
2009年（平成21年）7月18日、東北楽天ゴールデンイーグルスのチームカラーのクリムゾンレッドに塗られた自転車専用通行帯が通り沿いに一部完成し、「イーグルロード」と命名された。
2012年（平成24年）12月2日（日）、宮城野通でロンドンオリンピック・パラリンピックのメダリストらが徒歩でパレードし、沿道には4万8000人の観客が集まった。これは、『東日本大震災復興支援JOC「がんばれ! ニッポン!」プロジェクト』の一環として東北地方の被災地で実施された「ロンドンオリンピック・パラリンピック 応援ありがとう in 東北」のイベントの1つで、宮城野通の榴岡2丁目交差点（東八番丁通）から同4丁目交差点までの約470mを13:30から15:30まで車両通行止めにし、14:30に榴岡2丁目交差点からパレードを出発させ、15:00頃に終了した。

## 交差する道路
| 交差する道路                                              | 交差する道路                                              | 交差点    | 路線番号                   | 道路愛称 |
| 南方向                                                    | 北方向                                                    | 交差点    | 路線番号                   | 道路愛称 |
| --------------------------------------------------------- | --------------------------------------------------------- | --------- | -------------------------- | -------- |
| 仙台駅東口バスプール                                      |                                                           |           |                            |          |
| 市道宮城野1395号榴岡2号線＜東七番丁通り＞                 | 市道宮城野1394号榴岡1号線＜東七番丁通り＞                 |           | 市道宮城野1878号宮城野通線 | 宮城野通 |
| 市道宮城野1389号東八番丁小田原（その1）線＜東八番丁通り＞ | 市道宮城野1390号東八番丁小田原（その2）線＜東八番丁通り＞ | 榴岡2丁目 | 市道宮城野1878号宮城野通線 | 宮城野通 |
| 市道宮城野1411号榴岡四丁目3号線                           | 市道宮城野1404号榴岡三丁目3号線                           |           | 市道宮城野1878号宮城野通線 | 宮城野通 |
| 市道宮城野1410号榴岡四丁目2号線＜東九番丁通り＞           | 市道宮城野1402号榴岡三丁目1号線＜東九番丁通り＞           |           | 市道宮城野1878号宮城野通線 | 宮城野通 |
| 市道宮城野1418号榴岡四丁目10号線                          | 市道宮城野2320号榴岡三丁目9号線                           |           | 市道宮城野1878号宮城野通線 | 宮城野通 |
| 市道宮城野1391号宮沢根白石（その2）線                     | 市道宮城野2267号宮沢根白石（その7）線                     | 榴岡4丁目 | 市道宮城野1878号宮城野通線 | 宮城野通 |
| 市道宮城野1421号榴岡五丁目3号線                           |                                                           |           | 市道宮城野1878号宮城野通線 | 宮城野通 |
| 市道宮城野1422号榴岡五丁目4号線                           | 市道宮城野2323号榴岡五丁目12号線                          |           | 市道宮城野1878号宮城野通線 | 宮城野通 |
| 市道宮城野1419号榴岡五丁目1号線                           | 市道宮城野2316号榴ケ岡8号線                               |           | 市道宮城野1878号宮城野通線 | 宮城野通 |
|                                                           | 市道宮城野2324号宮城野一丁目22号線                        |           | 市道宮城野1878号宮城野通線 | 宮城野通 |
| 市道宮城野2337号宮城野一丁目自転車歩行者専用道路線        |                                                           |           | 市道宮城野1878号宮城野通線 | 宮城野通 |
| 市道宮城野1431号宮城野一丁目2号線                         |                                                           |           | 市道宮城野1878号宮城野通線 | 宮城野通 |
| 市道宮城野1432号宮城野一丁目3号線                         | 市道宮城野1446号宮城野17号線                              |           | 市道宮城野1878号宮城野通線 | 宮城野通 |
|                                                           | 市道宮城野1430号宮城野一丁目1号線                         |           | 市道宮城野1878号宮城野通線 | 宮城野通 |
| 市道宮城野1433号宮城野一丁目4号線                         |                                                           |           | 市道宮城野1878号宮城野通線 | 宮城野通 |
|                                                           | 市道宮城野1449号宮城野一丁目20号線                        |           | 市道宮城野1878号宮城野通線 | 宮城野通 |
| 市道宮城野1879号宮城野一丁目21号線                        |                                                           |           | 市道宮城野1878号宮城野通線 | 宮城野通 |
| 宮城県道137号荒浜原町線＜東街道＞                         |                                                           |           | 市道宮城野1878号宮城野通線 | 宮城野通 |

## 沿道の施設など

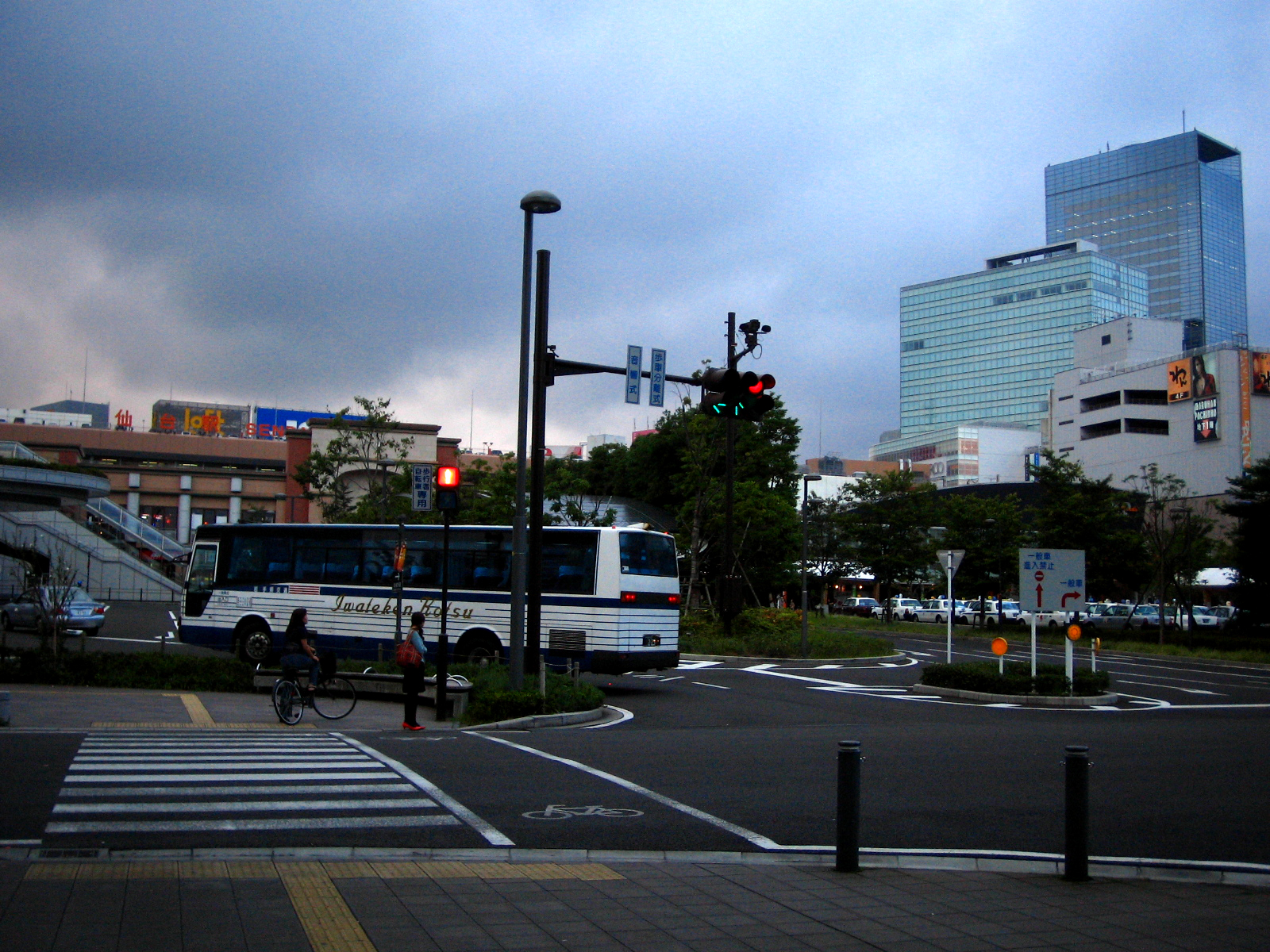
東七番丁との交差点および仙台駅東口駅前広場

### 西端
- 東日本旅客鉄道（JR東日本）仙台駅東口
- 仙台駅東西地下自由通路
- S-PAL仙台東館
- JR仙台イーストゲートビル
- BiVi仙台駅東口
- ヨドバシカメラマルチメディア仙台

### 沿道北側
- さくら観光「仙台駅東口 さくらターミナル」
- SFI仙台ビル（旧・ソニー仙台第2ビル）
- tbcハウジングステーション仙台駅東口
- 損保ジャパン仙台ビル
- 仙台ソフトウェアセンター「NAViS」
- 榴岡公園

### 沿道南側
- 仙台イーストンビル
- 松栄東口第一ビル（イベントホール松栄）
- エンドウビル（スターバックス仙台駅東口店）
- ユアテック本社
- 仙台ガーデンパレス
- パルシティ仙台（仙台市生涯学習支援センター、仙台市榴岡図書館）
- 仙台MTビル
- 仙台サンプラザ

### 東端
- 宮城野原公園総合運動場
  - 楽天モバイルパーク宮城
  - 弘進ゴム アスリートパーク仙台

### 駅
- 東日本旅客鉄道 仙石線・仙台駅
- 東日本旅客鉄道 仙石線・榴ケ岡駅

### かつて存在した施設
- 東北ラオックス（2004年 - ：BiVi仙台駅東口）
- Zepp Sendai

## イベント
- 夏まつり仙台すずめ踊り
  - 2003年（平成15年）に西公園で初開催。翌年から宮城野通で7月下旬開催されている。